# Fuchsina arida
Fuchsina arida is een keversoort uit de familie schimmelkevers (Latridiidae). De wetenschappelijke naam van de soort werd in 1976 gepubliceerd door Fred Gordon Andrews.